# Umma saphirina
Umma saphirina – gatunek ważki z rodziny świteziankowatych (Calopterygidae).